# Darrell K Royal-Texas Memorial Stadium
Darrell K Royal – Texas Memorial Stadium (dawniej War Memorial Stadium, Memorial Stadium i Texas Memorial Stadium) – stadion do futbolu amerykańskiego w Austin w Teksasie. Od 1924 roku jest boiskiem zespołu Texas Longhorns. Stadion oficjalnie mieści 100 119 widzów, co sprawia, że ma największą liczbę miejsc siedzących w stanie Teksas, jest szósty co do wielkości w Stanach Zjednoczonych i dziewiąty na świecie.
Rekord frekwencji na DKR-Texas Memorial Stadium został ustanowiony 3 września 2011, kiedy to Texas Longhorns pokonali Rice Owls 34 do 9 przy liczbie 101 624 widzów na trybunach.